# Lindex
Lindex è una catena di abbigliamento svedese che fa parte del gruppo Stockmann.
L'azienda ha circa 5000 impiegati e quasi 480 punti vendita negli stati Baltici, nell'Europa Centrale e nel Medio Oriente.

## Storia
Nel 1954, Ingemar Boman e Bengt Rosell aprirono il negozio di lingerie Fynd a Alingsås. Poco dopo acquisirono l'azienda Lindex di Göteborg, che diede il nome a tutti i negozi successivi. Durante gli anni sessanta, alla selezione di lingerie fu affiancata la vendita di abbigliamento femminile, in particolare di maglioni e camicette. Le attività furono espanse, e Lindex aprì il primo negozio in Norvegia.
Durante gli anni settanta Lindex continuò a crescere in Svezia e in Norvegia. L'assortimento fu ampliato e Lindex divenne conosciuta anche per le gonne, i pantaloni e l'abbigliamento per bambini. Gli anni ottanta furono anni di notevoli cambiamenti per Lindex, e l'espansione raggiunse livelli da record.  Avvennero cambiamenti significativi nelle abitudini di acquisto, dato che quasi tutte le manifatture tessili si erano trasferite all'estero. Lindex testò nuovi mercati come la Danimarca, la Gran Bretagna e la Finlandia; ma alla fine degli anni ottanta le attività erano focalizzate in Svezia, Norvegia e Finlandia.
Nel 1993 Lindex aprì il suo primo ufficio di produzione a Hong Kong, e la compagnia iniziò a condurre ispezioni per controllare che nessun'attività di sfruttamento minorile fosse svolta dai fornitori. Nello stesso anno, Lindex vendette la catena di abbigliamento Gulins con 700 impiegati al Finansgruppen norvegese. L'azienda aumentò gli obblighi dei fornitori e introdusse un codice di condotta. Durante gli anni novanta la compagnia ha iniziato inoltre a prendere seri provvedimenti contro i problemi ambientali. Nel 1995 fu avviato il Lindex Club - un club per tutti i clienti fedeli. Alla fine degli anni novanta fu acquistato il marchio Fix, con un coloratissimo abbigliamento per bambini.
L'inizio del XXI secolo fu caratterizzato da enormi espansioni interne. Lindex guardò a est, avviò la sua espansione nell'Europa Centrale e aprì negozi nei Paesi Baltici, in Repubblica Ceca e in Slovacchia. Nel 2007 l'azienda finlandese registrata Stockmann diventò la nuova proprietaria di Lindex, e con il suo aiuto Lindex fu introdotta nel mercato russo. Nel 2008 aprì il suo primo negozio a San Pietroburgo, e l'anno seguente il primo a Mosca. Nel 2009 Lindex aprì il suo primo negozio in Slovacchia. Dopo il 2010 continuò a focalizzarsi sull'Europa Centrale. Furono aperti nuovi negozi a Praga e a Bratislava. Lindex è ora una delle catene di abbigliamento più grandi d'Europa, con circa 480 negozi e un fatturato di 650 milioni di euro.

## Riconoscimenti
- 2006 Marketing Manager dell'anno (Johan Hallin)
- 2008 Responsabile delle risorse umane dell'anno (Sofia Brax)
- 2009 Concept degli interni dell'anno, Habit Modegala
- 2009 Catena di abbigliamento dell'anno, Habit modegala
- 2013 Catena di abbigliamento dell'anno, Habit modegala
- 2015 Premio della sostenibilità dell'anno (SWAR), Habit Modegala
- 2016 CEO dell'anno, (Ingvar Larsson), Chefsgalan
- 2017 Omni-channel dell'anno, Jetshop Awards

## Collaborazioni con designer
- 2009-2011 Ewa Larsson
- 2010 Narciso Rodriguez
- 2011 Rachel Zoe - collaborazione dello stylist
- 2012 Missoni
- 2013 Matthew Williamson
- 2014 Jean Paul Gaultier

## Modelle
- 2005 Emma Wiklund
- 2007 Izabella Scorupco
- 2007 Alec Wek
- 2007 Mini Andén
- 2008 Caroline Winberg
- 2010-2011 Carmen Kass
- 2011 Reese Witherspoon
- 2012 Gwyneth Paltrow
- 2013 Penélope Cruz
- 2014 Kate Hudson
- 2014 Karen Elson
- 2016 Sienna Mieller
- 2016 Ashley Graham

## Negozi

### Negozi propri
- Svezia: 210
- Norvegia: 100
- Finlandia: 60
- Repubblica Ceca: 26
- Estonia: 10
- Lettonia: 9
- Slovacchia: 9
- Lituania: 9
- Polonia: 3
- Regno Unito: 2

### Franchise
- Arabia Saudita: 22
- Bosnia Erzegovina: 7
- Islanda: 5
- Serbia: 4
- Kosovo: 2
- Albania: 1
- Tunisia : 1
- Qatar: 1